# Chirocephalus brevipalpis
Chirocephalus brevipalpis är en kräftdjursart som först beskrevs av Traian Orghidan 1953.  Chirocephalus brevipalpis ingår i släktet Chirocephalus och familjen Chirocephalidae. Inga underarter finns listade i Catalogue of Life.